# Rio Teixeira (Vouga)
O rio Teixeira é um pequeno rio português de 13.2 quilómetros de comprimento, afluente do rio Vouga, que nasce no concelho de São Pedro do Sul e desagua no rio Vouga delimitando a fronteira entre os concelhos de Couto de Esteves e de Oliveira de Frades, respectivamente nas freguesias de Couto de Esteves e de S. João da Serra.
Neste rio existia uma praia denominada praia do Vau (40º46'48N 8º16'06O), conhecida por ser a segunda melhor da Europa ao nível de qualidade da água.[carece de fontes?] No rio Teixeira existe ainda a praia da Carriça, bem como um conjunto de poços de água muito limpa e fesca, onde é possível nadar. Ao longo do rio são organizadas algumas atividades ao ar livre, entre as quais canyoning.
Destaque ainda para o local da sua foz, o Rôdo, um espaço de natureza belo e propício para banhos e piqueniques, embora não vigiado. Infelizmente, ficou submerso com a construção da barragem de Ribeiradio.

## Localização
Este rio banha no seu curso os distritos de Viseu e Aveiro e os concelhos de Vale de Cambra, São Pedro do Sul, Oliveira de Frades e Sever do Vouga.